# The Originals (Kiss-Album)
The Originals ist ein Musikalbum der US-amerikanischen Hard-Rock-Band Kiss. Im Gegensatz zu anderen Sammlungen dieser Art handelt es sich jedoch nicht um den Zusammenschnitt mehrerer Titel von verschiedenen Alben auf einer Schallplatte. The Originals beinhaltet die ersten drei Studioalben der Gruppe, die in einer gemeinsamen Verpackung und mit einigen Beigaben vertrieben wurde.

## Enthaltene Alben
Im Einzelnen handelte es sich um die Alben:
- Kiss
- Hotter than Hell
- Dressed to Kill

## Ausstattung und Beigaben
The Originals erschien in einem Klappcover. Auf der Innenseite befanden sich zwei Klappen, die die Beigaben hielten. Die jeweiligen LPs steckten in Papierhüllen, auf die das zugehörige Coverbild der Originalausgabe gedruckt worden war.
Zusätzlich befand sich ein 16-seitiges Booklet mit einer Bandgeschichte, außerdem sechs Sammelkarten mit Bildern der Musiker in der Hülle.